# Springdale (Washington)
Pour les articles homonymes, voir Springdale.
Springdale est une ville située au sud du comté de Stevens, dans l'État de Washington, aux États-Unis,. Elle est incorporée en 1903. La ville s'appelait, initialement, Squire City.

## Démographie
Lors du recensement de 2010, la ville comptait une population de 285 habitants. Elle est également estimée, en 2017, à 293 habitants.

### Source de la traduction
- (en) Cet article est partiellement ou en totalité issu de l’article de Wikipédia en anglais intitulé « Springdale, Washington » (voir la liste des auteurs).